# كولن ديلاني
كولن ديلاني (بالإنجليزية: Colin Delaney)‏ هو مصارع محترف أمريكي، ولد في 7 سبتمبر 1986 في روتشستر في الولايات المتحدة.

## وصلات خارجية
- كولن ديلاني على موقع WrestlingData.com (الإنجليزية)
- كولن ديلاني على موقع CageMatch worker (الإنجليزية)
- كولن ديلاني على موقع قاعدة بيانات المصارعة على الإنترنت (الإنجليزية)
- كولن ديلاني على موقع عالم المصارعة على الإنترنت (الإنجليزية)
- كولن ديلاني على موقع عالم المصارعة على الإنترنت (الإنجليزية)

- كولن ديلاني على موقع IMDb (الإنجليزية)
- كولن ديلاني على موقع قاعدة بيانات الفيلم (الإنجليزية)
- كولن ديلاني على موقع كينوبويسك (الروسية)